# IC 2097
IC 2097 est une galaxie irrégulière magellanique vue par la tranche et située dans la constellation de l'Éridan. Sa vitesse par rapport au fond diffus cosmologique est de 4 908 ± 11 km/s, ce qui correspond à une distance de Hubble de 72,4 ± 5,1 Mpc (∼236 millions d'al). Elle a été découverte par l'ingénieur britannique Isaac Roberts en 1903.
La classe de luminosité de IC 2097 est V-VI et elle présente une large raie HI. En raison d'une brillance de surface égale à 14,40 mag/am2, on peut qualifier IC 2097 de galaxie à faible brillance de surface (LSB en anglais pour low surface brightness). Les galaxies LSB sont des galaxies diffuses (D) avec une brillance de surface inférieure de moins d'une magnitude à celle du ciel nocturne ambiant.

## Groupe de NGC 1667
IC 2097 fait partie d'un groupe de galaxies, le groupe de NGC 1667 qui comprend au moins 9 galaxies. Les sept autres galaxies du groupe inscrites dans l'article de A.M. Garcia paru en 1993 sont NGC 1645, NGC 1659, NGC 1667, IC 387, IC 2101, MCG -1-13-12, PGC 15779 et PGC 16061.